# Leone Fedeli
Leone Fedeli (falecido em janeiro de 1613) foi um prelado católico romano que serviu como bispo de Lavelo (1605 – 1613).

## Biografia
Fedeli nasceu em 1561 em Vimercate, Itália, e foi ordenado sacerdote na Ordem de São Bento. No dia 7 de janeiro de 1605, foi nomeado pelo Papa Clemente VIII como Bispo de Lavelo. A 16 de janeiro de 1605, foi consagrado bispo por Pietro Aldobrandini, Arcebispo de Ravena, tendo Fabio Blondus de Montealto, Patriarca Titular de Jerusalém, e Tommaso Lapis, Bispo de Fano, servindo como co-consagradores. Serviu como bispo de Lavelo até à sua morte em janeiro de 1613.